# AstroNet
AstroNET — польський науковий інтернет-портал з астрономії, присвячений космічним дослідженням, астронавтиці та астрономічним явищам, у тому числі публікації результатів наукових досліджень Сонячної системи. Портал працює з 1 вересня 2000 року і керується редакторами, пов’язаними з астрономічним клубом «Альмукантарат».
Сайт рекомендований як освітній вебсайт з астрономії Польським товариством любителів астрономії, Сілезьким планетарієм, Державним науковим видавництвом та іншими освітніми організаціями.
AstroNET позначається міжнародним стандартним постійним номером - ISSN 1689-5592.

## Історія
Портал був запущений 1 вересня 2000 року. Першим запущеним розділом був каталог посилань, у грудні 2000 року додалися новини, потім галерея. З часом портал розширювався новими розділами та функціями. У 2002 році було проведено конкурс AstroSTRONA, на якому люди, відомі в астрономічному інтернет-співтоваристві, номінували вебсайти любителів, які заслуговують на визнання. З часом розділ новин став найпопулярнішим, перебравши функції інших і утворивши портал у його нинішньому вигляді.
Портал брав участь у польських святкуваннях Міжнародного року астрономії 2009.